# Лакабаред
Лакабаре́д (фр. Lacabarède, окс. La Cabareda) — коммуна во Франции, находится в регионе Юг — Пиренеи. Департамент — Тарн. Входит в состав кантона Мазаме-2 Валле-дю-Торе. Округ коммуны — Кастр.
Код INSEE коммуны — 81121.

## География

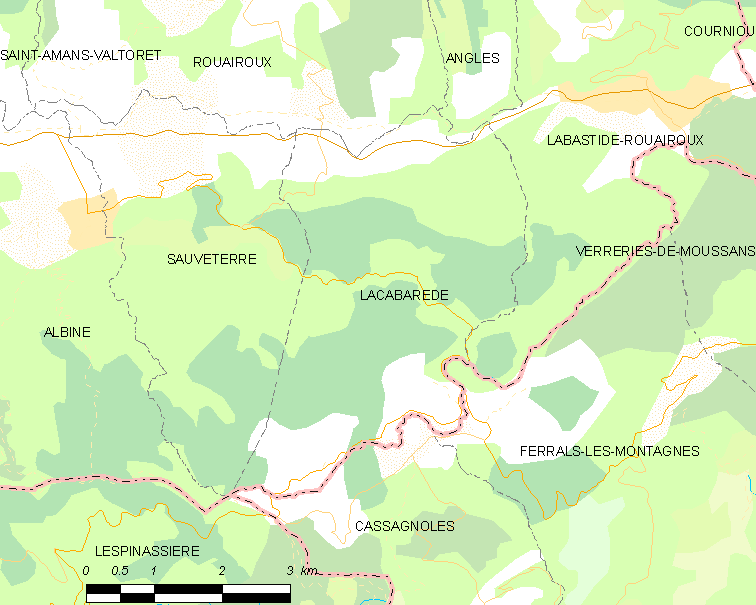
Карта коммуны

Коммуна расположена приблизительно в 600 км к югу от Парижа, в 95 км восточнее Тулузы, в 65 км к юго-востоку от Альби.
На севере коммуны протекает река Торе. Большую часть территории коммуны занимают леса.

## Климат
Климат умеренно-океанический. Зима мягкая и дождливая, лето жаркое с частыми грозами. Ветры довольно редки.

## Население
Население коммуны на 2010 год составляло 290 человек.
| 1962 | 1968 | 1975 | 1982 | 1990 | 1999 | 2010 |
| ---- | ---- | ---- | ---- | ---- | ---- | ---- |
| 611  | 524  | 428  | 386  | 304  | 304  | 290  |

## Администрация
| Период | Период | Фамилия       | Партия | Примечания |
| ------ | ------ | ------------- | ------ | ---------- |
| 2001   | 2014   | Жан-Люк Фаран |        |            |
| 2014   | 2020   | Жоэль Каброль |        |            |

## Экономика
В 2007 году среди 175 человек в трудоспособном возрасте (15—64 лет) 128 были экономически активными, 47 — неактивными (показатель активности — 73,1 %, в 1999 году было 66,5 %). Из 128 активных работали 107 человек (62 мужчины и 45 женщин), безработных было 21 (14 мужчин и 7 женщин). Среди 47 неактивных 4 человека были учениками или студентами, 23 — пенсионерами, 20 были неактивными по другим причинам.